# Where Do Broken Hearts Go
"Where Do Broken Hearts Go" là đĩa đơn thứ tư trích từ album phòng thu thứ hai của ca sĩ người Mỹ Whitney Houston, Whitney (1987). Bản ballad được phát hành vào tháng 2 năm 1988. Bài hát được viết bởi Frank Wildhorn và Chuck Jackson và sản xuất bởi Narada Michael Walden. Wildhorn đã tiếp cận Jackson để có cơ hội sáng tác cho Whitney Houston. Ông giao cho Jackson tựa bài, và Wildhorn hoàn thiện phần âm nhạc và lời bài hát cho ca khúc này.
Ban đầu, Houston không muốn thu âm bài hát, cô cảm thấy nó chẳng có thông điệp đặc biệt gì để truyền đạt. Tuy nhiên, CEO Clive Davis của Arista Records tin rằng bài hát sẽ đạt hạng nhất nếu cô hát nó, vì vậy cô đồng ý. Nó thực sự đã trở thành đĩa đơn số một, mang về bài hát quán quân thứ 7 liên tiếp của Houston ở Mỹ, và thứ 4 liên tiếp từ Whitney. Thành tích này giúp Houston trở thành nghệ sĩ duy nhất trong lịch sử nhạc pop có 7 đĩa đơn quán quân liên tiếp, vượt qua kỷ lục The Beatles và The Bee Gees khi mỗi nghệ sĩ có sáu bản. Thêm vào đó, cô cũng là nghệ sĩ nữ đầu tiên có một album giành 4 đĩa đơn quán quân với Whitney. Houston còn giữ danh hiệu nghệ sĩ nữ đứng đầu bảng xếp hạng nhiều nhất thập niên 1980, cùng Madonna (7).

## Xếp hạng
| Bảng xếp hạng (1988)                     | Vị trí cao nhất |
| ---------------------------------------- | --------------- |
| Australia (Kent Music Report)            | 48              |
| Bỉ (Ultratop 50 Flanders)                | 28              |
| Canada (RPM)                             | 6               |
| Ireland (IRMA)                           | 2               |
| Italy (Musica e Dischi)                  | 24              |
| Hà Lan (Dutch Top 40)                    | 47              |
| New Zealand (Recorded Music NZ)          | 23              |
| Spain (AFYVE)                            | 32              |
| UK (UK Singles Chart)                    | 14              |
| Hoa Kỳ Billboard Hot 100                 | 1               |
| Hoa Kỳ Hot R&B/Hip-Hop Songs (Billboard) | 2               |
| Hoa Kỳ Adult Contemporary (Billboard)    | 1               |

| Bảng xếp hạng (1988)          | Vị trí |
| ----------------------------- | ------ |
| US Billboard Hot 100          | 33     |
| US Black Singles              | 47     |
| US Adult Contemporary Singles | 2      |
| US Pop Singles                | 33     |